# Коршак Євгеній Васильович
Євгеній Васильович Коршак (25 вересня 1935  – 31 липня 2011) – український, радянський педагог, методист фізики, кандидат педагогічних наук (1965), професор (1989), Заслужений вчитель України (1995), академік Академії наук вищої школи України (2004).

## Життєпис
Народився 25 вересня 1935 р. с. Дацьки (поблизу м. Корсунь-Шевченківський) Корсунського району Київської області, тепер – Корсунь-Шевченківський район Черкаської області.
Батько – Коршак Василь Михайлович – вчитель літератури та німецької мови. Мама – Боліла (Коршак) Тетяна Антонівна – вчитель природознавства та біології. У 1944 р. під час Корсунь-Шевченківської операції німці розстріляли батьків і однорічного брата. Дев’ятирічний Євгеній залишився живим лише тому, що перебував у іншому селі. Зростав у бабусі по материнській лінії – Ганни Калениківни.
Родинна бібліотека сім’ї Коршаків містила велику кількість книг української, російської та зарубіжної літератури. Євгеній рано навчився читати, і у Дацьківську початкову школу прийняли відразу до другого класу.  При школі діяв інтернат, звідки жінки-вдови брали до себе додому учнів і доглядали їх. Читання у шкільні роки сформувало у Євгенія широкий кругозір та повагу до книжок.
У 1953 р. - закінчив Селищанську середню школу Корсунського району.
У 1953-1957 рр. – навчався на фізичному відділенні Фізико-математичного факультету Київського державного педагогічного інституту імені О. М. Горького.
У 1957-1962 рр. – працював вчителем фізики, завідувач навчальної частини Пиївської середньої школи Ржищівського району Київської області.
У 1962-1965 рр. – аспірант кафедри методики викладання фізики Фізико-математичного факультету КДПІ ім. О. М. Горького.
У 1965-1979 рр. – викладач, старший викладач, доцент кафедри методики викладання фізики КДПІ ім. О. М. Горького.
У 1973-1978 рр. – проректор з навчальної роботи КДПІ ім. О. М. Горького.
У 1980-2006 рр. – завідувач кафедри методики фізики КДПІ ім. О. М. Горького (з 1991 р. – Київський державний педагогічний університет імені М. П. Драгоманова, а 1997 р. – Національний педагогічний університет імені М. П. Драгоманова).
У 2006-2011 рр. – професор кафедри теорії та методики навчання фізики і астрономії НПУ імені М. П. Драгоманова.
Помер 31 липня 2011 року. Похований на кладовищі с. Гореничі Київської області.

## Наукова діяльність
Наукові пошуки Євгенія Васильовича присвячені методиці навчання фізики.
У 1965 р. захистив дисертацію на тему: «Використання напівпровідників в навчальному фізичному експерименті», і здобув ступінь кандидата педагогічних наук зі спеціальності методика навчання фізики.
З 1965 р. брав участь в організації та проведенні Всеукраїнських фізичних  юних фізиків: спочатку як член журі, а потім як заступник голови журі. Складав задачі для експериментального і теоретичного турів. Був головою журі Київської міської олімпіади юних фізиків.
У 1980-2006 рр. керував роботою постійного Всеукраїнського науково-методичного семінару «Актуальні питання методики навчання фізики і астрономії у середній і вищій школі» (7 засідань на рік), де згуртовував навколо себе викладачів вищих навчальних закладів, учителів, методистів працівників науково-дослідних інститутів і студентів.
У 1970–1980 рр. в телепрограмі «Шкільний екран» (телеканал УТ-1) вів передачі з фізики.
У 1989 р. отримує звання професора.
Більше 20 років був спочатку упорядником, і пізніше редактором щорічного збірника науково-методичних статей «Викладання фізики в школі». Крім того, з 1995 по 2011 р. – головний редактор науково-методичного журналу «Фізика та астрономія в школі».
З 2004 р. академік Академії наук вищої школи України.
В університеті читав курси: методики фізики, загальної фізики; вів заняття з методики і техніки навчального фізичного експерименту, з методики розв’язання задач. Є. В. Коршак підготував понад 50 кандидатів педагогічних наук зі спеціальності 13.00.02 – теорія і методика навчання (фізика).
Автор та співавтор: шкільних підручників з фізики для 7-11 класів (видані українською, російською, польською, угорською і румунською мовами), методичних посібників для вчителів з методики навчання фізики у середній та  вищій школі, матеріалів для самостійної роботи з фізики учнів та студентів, наукових статей з методики викладання фізики.
Нагороджений почесним званням «Заслужений вчитель України», медалями «Ветеран праці», «А.С. Макаренка», «1500 років Києву»,  знаком «Відмінник освіти України», знаком «Петро Могила», медаллю імені М. Кравчука.

## Вшанування пам'яті
Є. В. Коршак був взірцем для молодого покоління науковців НПУ ім. М. П. Драгоманова – цілеспрямований, відданий своєму фахові, працелюбний, сповнений творчої наснаги, уважний і чуйний до студентів, наукових вихованців, колег. Силами кафедри теорії та методики навчання фізики і астрономії Фізико-математичного факультету НПУ ім. М. П. Драгоманова, і  усіх кого він навчав і знав, і хто його пам’ятає, відкрита аудиторія 314 імені професора Коршака Євгенія Васильовича (Центральний корпус університету (м. Київ, вул. Пригорогова 9), Фізико-математичний факультет, 3 поверх).

## Вибрані праці
- Коршак Є. В. Виготовлення і використання приладів на напівпровідниках: посібник для вчителів. – Київ: Радянська школа, 1965. – 105 с.
- Коршак Є. В. Напівпровідники в демонстраційному фізичному експерименті: посібник для вчителів. – Київ: Радянська школа, 1967. – 127 с.
- Коршак Є. В., Коршак Н. М. Фотографія в школі: посібник для вчителів. – Київ: Радянська школа, 1970. – 70 с.
- Коршак Є. В. Науково-технічний прогрес і вивчення фізики в школі (деякі питання методики): методичний посібник. – Київ: Радянська школа, 1972. – 96 с.
- Ляпіс В. Я., Яковлева О. Д., Коршак Є. В. Підготовка студентів фізико-математичних факультетів до використання технічних засобів навчання в школі: методичні рекомендації. – Київ, 1979. – 24 с.
- Коршак Є. В., Коршак Н. М. Фізичні властивості напівпровідників та їх застосування. – Київ: Вища школа, 1973. – 87 с.
- Коршак Є. В. Коливання і хвилі. – Київ: Радянська школа, 1974. – 120 с.
- Шкіль К. Т., Коршак Є. В. Самостійна робота учнів з фізики у 8-10 класах (розв’язування задач): посібник для вчителів. – Київ: Радянська школа, 1976. – 144 с.
- Коршак Є. В. Методика розв'язування задач з фізики : навчальний посібник. Практикум /. - Київ : Вища школа, 1976. - 240 с.
- Коршак Є. В., Легкий М. П. Засоби навчання при проблемному вивченні фізики в 6 і 7 класах: методична розробка. – Київ, 1977. – 48 с.
- Волинський В. П., Коршак Є. В., Сердюк А. В. Технічні засоби навчання фізики в школі: посібник для вчителів. – Київ: Радянська школа, 1977. – 128 с.
- Коршак Є. В., Коршак Н. М. Коливання і хвилі. – Київ: Вища школа, 1978. – 80 с.
- Гончаренко С. У., Коршак Є. В. Елементарна електротехніка. – Київ: Техніка, 1974. – 255 с.
- Коршак Є. В. Миргородський Б. Ю. Методика і техніка шкільного фізичного експерименту: практикум. Посібник для фізико-математичних факультетів педагогічних інститутів. – Київ: Вища школа, 1981. – 279 с.
- Легкий М. П., Коршак Є. В. Тиск рідин і газів та його використання: альбом.  – Київ: Радянська школа, 1982. – 32 карт + методичні вказівки.
- Коршак Є. В., Співак А. В. Програма фізико-технічного гуртка. – Київ: Радянська школа, 1983. – 16 с.
- Коршак Е. В., Таранченко В. М. Спецкурсы и спецсеминары по методике преподавания физики а КГПИ им. А. М. Горького. – Киев, 1983. – 21 с.
- Коршак Е. В., Коршак Н. М., Таранченко В. М. Подготовка студентов физико-математического факультета КГПИ им. Горького к комплексному использованию дидактических средств при обучении физике в школе. – Киев, 1984. – 22 с.
- Щукуров Т. А., Коршак Е. В. Творческие игры на уроках физики: методическое пособие для учителя. – Куляб, 1988. – 44 с.
- Коршак Є. В., Нижник В. Г. Альбом карток з фізики для 8 класу : навч. наоч. посіб. - Київ : Радянська школа, 1990. - 12 с. + 19 карт.
- Гончаренко С. У., Коршак Є. В. Готуємось до фізичних олімпіад. – Київ: ІСДО, 1995. – 310 с.
- Коршак Є. В., Ляшенко О. І. Основи динаміки: основні поняття та методи розв'язування задач. - Київ : УДПУ, 1995. - 65 с.
- Коршак Є. В., Ляшенко О. І., Савченко В. Ф. Фізика: підручник для 7 класу середньої загальноосвітньої школи. - Київ ; Ірпінь : Перун, 1998. - 160 с.
- Нижник В. Г., Коршак Є. В., Сиротюк В. Д. Дидактичні матеріали з фізики для 7 класу: посібник для вчителів. - Київ : Педагогічна преса, 1999. - 83 с.
- Гончаренко С. У., Коршак Є. В. Фізика. Олімпіадні задачі.  9-11 клас. - Тернопіль : Навчальна книга - Богдан, 1999. - Вип. 2. - 200 с.
- Коршак Є. В., Ляшенко О. І., Савченко В. Ф. Фізика: підручник для 9 класу середніх загальноосвітніх шкіл. - Київ ; Ірпінь : Перун, 2000. - 232 с. -  Перевидавався впродовж 2001-2012 років.
- Коршак Є. В., Ляшенко О. І., Савченко В. Ф. Фізика: підручник для 8 класу середньої загальноосвітньої школи. - Київ ; Ірпінь : Перун, 2000. - 192 с.  -  Перевидавався впроводж 2001-2012 років.
- Коршак Є. В., Ляшенко О. І., Савченко В. Ф. Фізика: підручник для 7 класу середньої загальноосвітньої школи. - Київ ; Ірпінь : Перун, 2000. - 160 с. -  Перевидавався впродовж 2001-2012 років.
- Коршак Є. В., Ляшенко О. І., Савченко В. Ф. Фізика: підручник для 10 класу загальноосвітніх навчальних закладів. - Київ ; Ірпінь : Перун, 2002. - 296 с. - Перевидавався впродовж 2003-2012 років.
- Коршак Є. В., Ляшенко О. І., Савченко В. Ф. Фізика : підручник для 11 класу загальноосвітніх навч.альних закладів. - Київ ; Ірпінь : Перун, 2004. - 288 с. - Перевидавався впродовж 2005-2012 років.
- Савченко В. Ф., Коршак Є. В., Ляшенко О. І. Уроки фізики у 7 - 8 класах : методичний посібник для вчителів. Фізичні бувальщини : на допомогу вчителю фізики. - Київ ; Ірпінь : Перун, 2002. - 320 с.
- Коршак Є. В., Ляшенко О. І., Савченко В. Ф. Фізика. Рівень стандарту : підручник для 10 класу загальноосвітніх навчальних закладів. - Київ : Генеза, 2010. - 192 с.